# Terflavin B
Terflavin B es un elagitanino, un tipo de tanino hidrolizable. Se puede encontrar en Myrobalanus chebula ( Terminalia chebula ), el Chebulic negro, y en Terminalia catappa, el almendro de la india.
Se forma a partir de un ácido nonahydroxytrifénico dilactona y un ácido gálico vinculado a una molécula de glucosa.